# JQuery
jQuery est une bibliothèque JavaScript libre et multiplateforme créée pour faciliter l'écriture de scripts côté client dans le code HTML des pages web. La première version est lancée en janvier 2006 par John Resig.
Le but de la bibliothèque étant le parcours et la modification du DOM (y compris le support des sélecteurs CSS 1 à 3 et un support basique de XPath), elle contient de nombreuses fonctionnalités ; notamment des animations, la manipulation des feuilles de style en cascade (accessibilité des classes et attributs), la gestion des évènements, etc. L'utilisation d'Ajax est facilitée et de nombreux plugins sont présents.
Depuis sa création en 2006 et notamment à cause de la complexification croissante des interfaces Web, jQuery a connu un large succès auprès des développeurs Web et son apprentissage est aujourd'hui un des fondamentaux de la formation aux technologies du Web. Il est à l'heure actuelle la bibliothèque front-end la plus utilisée au monde (plus de la moitié des sites Web en ligne intègrent jQuery).
Cependant, son utilisation devient moins pertinente avec l'émergence de nouvelles bibliothèques telles que React (JavaScript) et Vue.js qui la remplacent dans la construction d'Application web monopage, ainsi qu'en raison de l'évolution de la syntaxe JavaScript, beaucoup plus concise depuis l'intégration de la norme ES6.

## Historique
La bibliothèque JavaScript libre jQuery   est créée en 2006 par le développeur américain John Resig. Alors étudiant à l'université, celui-ci l'a conçue comme un outil facilitant l'exploration d'un document HTML, via sa représentation objet, et permettant de surmonter les différences d'interprétation du code JavaScript par les navigateurs web. La première version de JQuery est publiée en janvier 2006 ; la version stable 1.0, en août de la même année. Au départ, l'œuvre d'une seule personne, le projet devient celui d'une communauté de développeurs bénévoles. Il obtient aussi la reconnaissance de la Mozilla Foundation et de multinationales de l'informatique telles que IBM, Google et Microsoft.

## Usage
La bibliothèque jQuery se présente comme un unique fichier JavaScript de 247 ko contenant toutes les fonctions de base.
Voici un exemple d'Ajax avec jQuery :
```
$
(
document
).
ready
(
function
()
 
{
                    
// Lorsque le document est chargé

    
$
(
".load_page_on_click"
).
click
(
function
()
 
{
   
// Lorsque l’on clique sur un élément d'attribut class "load_page_on_click"

        
var
 
email
 
=
 
$
(
"input[name=email]"
).
val
();
 
// Variable contenant la valeur d'un élément input d'attribut name "email"

        
$
.
ajax
({
                         
// Exécution d’une requête Ajax avec la configuration donnée par l'objet suivant :

            
async
:
 
"true"
,
               
// - requête asynchrone

            
type
:
 
"GET"
,
                 
// - type HTTP GET

            
url
:
 
"mapage.php"
,
           
// - URL de la page à charger

            
data
:
 
"email="
 
+
 
encodeURIComponent
(
email
)
 
+
 
"&action=get_email"
,
 
// - données à envoyer

            
error
:
 
function
(
errorData
)
 
{
 
// - fonction de rappel en cas d’erreur

                
$
(
"#error"
).
html
(
errorData
);

            
},

            
success
:
 
function
(
data
)
 
{
    
// - fonction de rappel pour le traitement des données reçues en cas de succès

                
$
(
"#container"
).
html
(
data
);
 
$
(
"#error"
).
append
(
"Contenu chargé"
);

            
}

        
});
 
// Fermeture de l'appel à la fonction $.ajax

    
});
     
// Fermeture de la fonction de rappel du $(".load_page_on_click").click

});
         
// Fermeture de la fonction de rappel du $(document).ready

```

On peut aussi remplacer la première ligne du script $(document).ready(function() { par $(function() {.